# Kijevi csata (1941)
A kijevi csata a német történetírásban kialakult elnevezése a második világháború idején Kijev körzetében lezajlott 1941 őszi összecsapásoknak, melyben a német csapatok körbezárták a Vörös Hadsereg csapattesteit.  A Barbarossa hadművelet egyik hadműveleti céljának – Kijev elfoglalása – teljesítése érdekében indított hadmozdulatok augusztus 23-án indultak meg és négy héttel később, szeptember 26-án fejeződtek be. A szovjet történetírásban „Kijevi védelmi hadművelet” (Киевская оборонительная операция) néven hivatkoznak rá, kezdetét másfél hónappal korábbról, július 7-étől veszik, befejezési ideje azonos.
A német hadmozdulatokban majdnem a teljes Délnyugati Frontot bekerítették, megközelítőleg 665 000 szovjet katona esett fogságba német becslések szerint. Azonban a kijevi bekerítés nem nevezhető teljesen sikeresnek, hiszen kis csoportokban visszaszivárogtak szovjet csapatok saját védelmi vonalaik mögé, beleértve a Frontparancsnokot, Szemjon Bugyonnijt, Szemjon Tyimosenkót és a politikai népbiztost, Nyikita Hruscsovot. Azonban még így is példátlanul nagy veszteségeket okozott a szovjet haderőnek, felülmúlva a június-júliusi minszki katasztrófát is. Szeptember 1-jén a Délnyugati Front körülbelül 752 000-760 000 főből állt (tartalékos és kisegítő alakulatokkal 850 000 fő), 3923 löveggel, 114 harckocsival és 167 darab repülőgéppel felszerelve. A bekerítés után a gyűrűben rekedt létszám 452 700 főt, 2642 löveget, 64 harckocsit tett ki. Október 2-áig körülbelül 15 000 fő tudott visszajutni a saját vonalak mögé.
Összességében a Délnyugati Front az egy hónapos ütközetsorozatban 700 544 embert vesztett, beleértve a 616 304 halottat, fogságba esetettet vagy eltüntet. Négy szovjet tábori hadsereg – az 5., a 37., a 26. és a 21. Hadsereg –, amely 43 hadosztályt számlált, létszámilag kiürült. A 40. Hadsereg (40-я армия) szintén komoly veszteségeket szenvedett. Mint korábban a Nyugati Front, a Délnyugati is teljes újraszervezésre és feltöltésre szorult. A német Közép Hadseregcsoport (Heeresgruppe Mitte) ismét Moszkva felé vehette a hadműveleti irányt.
Két évvel később, 1943. november–december között zajlott le az ukrán város felmentésére indított második kijevi csata. Az ezt követő téli hadjáratban 1944. január 3-ára a tengely-csapatokat az 1939-es lengyel határokhoz vetették vissza a szovjet csapatok.

## Kijevi csata
1941. augusztus 25-től Guderian csapatai Konotop felé tartottak, két hét múlva a Gyesznát, majd szeptember 14-én Romnit érték el. Az 1. páncéloscsoport (Paul Ludwig Ewald von Kleist vezetése alatt) a városnál elhaladva felvette az érintkezést a 2. páncéloscsoporttal. A 6. hadsereg (von Reicheinau parancsnoklásával) előrenyomult Kijevtől északra, s átkelt a Dnyeperen; majd Csernyigov körzetében összezárta szárnyait a 2. hadsereggel (von Weisch). A Csernyigov–Kijev–Nyezsin háromszögben a szovjet Délnyugati Front 5., 21., és 37. hadserege bekerítésre került.

## A felvonuló felek és helyzeteik
Németek: 1. páncéloscsoport, 17. hadsereg Kremencsuk és Cserkasszi között, a Dnyepernél; valamint a 6. hadsereg; 2. hadsereg délkelet felé elnyúló ívben Novi Szipkovig.
Oroszok: Délnyugati Front, Kijevi Különleges Katonai Körzet 6 hadsereggel. 